# Jacob Kounin
Jacob Sebatian Kounin (* 17. Januar 1912; † 7. Oktober 1995) war ein amerikanischer Pädagoge.
Kounin gilt als Erfinder, Pionier und einflussreichster Autor des Konzepts des Classroom Management.

## Tätigkeit
Kounin arbeitete 35 Jahre lang als pädagogischer Psychologe an der Wayne State University. Er erforschte zunächst den Umgang von Lehrern mit im Unterricht unangepassten Schülern. Seine Studie Discipline and Group Management in Classrooms, aus der das Classroom-Management hervorging, erschien 1970 bei Holt, Rinehart and Winston.

## Werke
- Techniken der Klassenführung, Waxmann, 2006, ISBN 978-3-8309-1517-1 (Discipline and Group Management in Classrooms, Krieger Publishing Company, 1977)
- mit Roger G. Barker: Child Behavior and Development: A Course of Representative Studies,  Literary Licensing,  2013, ISBN 978-1-4941-2229-4